# Fagaceae

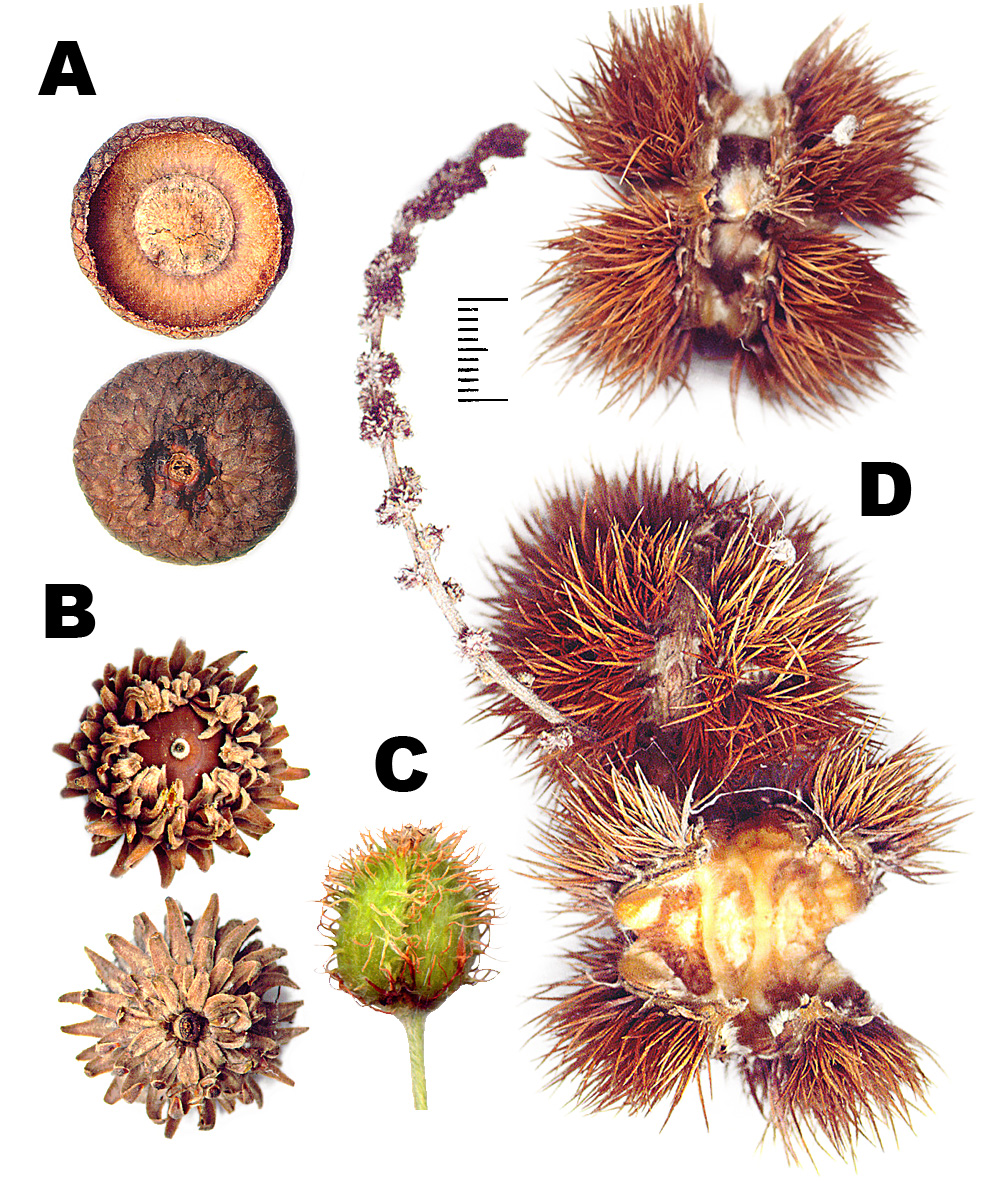
Cúpulas de frutos das Fagaceae: A. Quercus rubra, B. Quercus trojana, C. Fagus sylvatica, D. Castanea sativa.

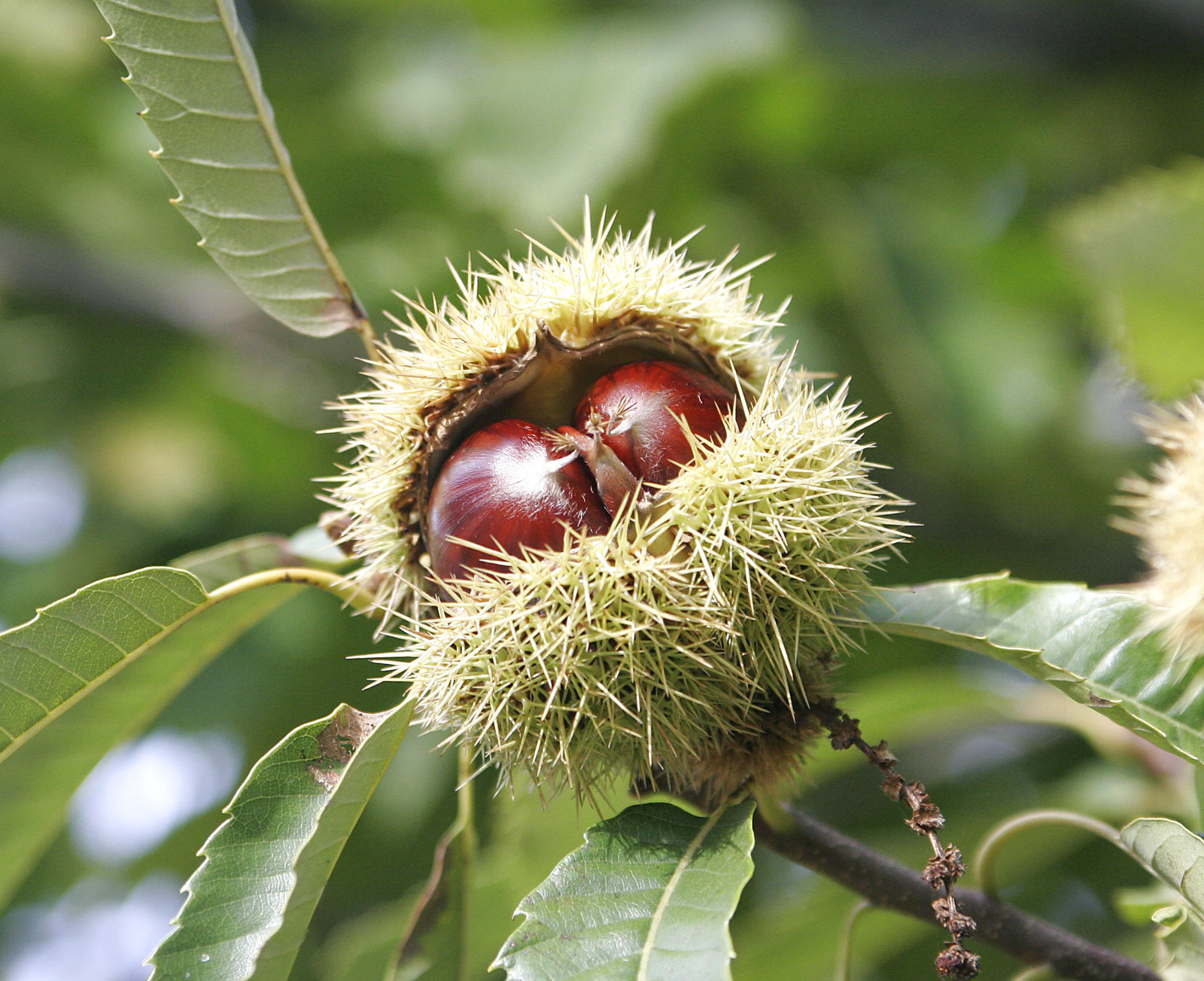
Ouriço de castanhas (fruto de Castanea sativa).

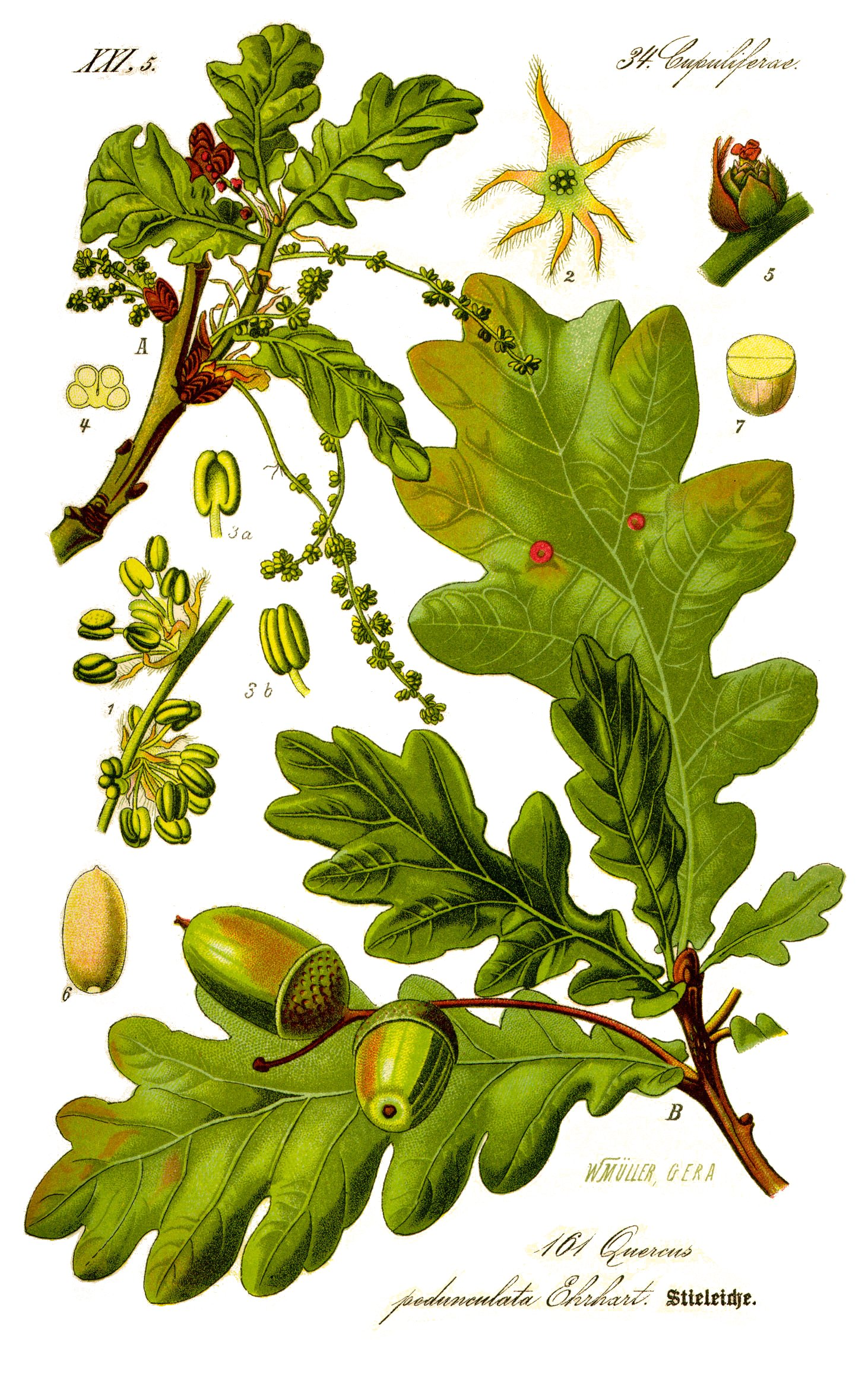
Ilustração mostrando as folhas e frutos de Quercus robur.

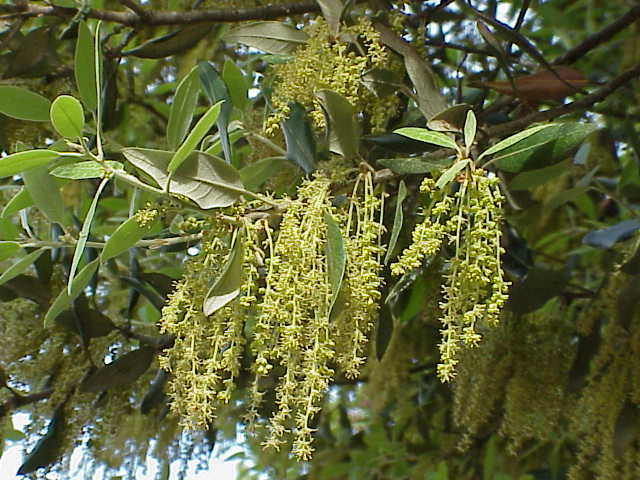
Flores em amentos pêndulos de azinheira.

Fagaceae é uma família de plantas com flor da ordem Fagales que agrupa cerca de 927 espécies de  de árvores e arbustos, repartidos por 8 géneros e 2 subfamílias. O grupo das fagáceas inclui várias espécies de árvores de médio a grande porte (mesofanerófitos a macrofanerófitos) nativas do Hemisfério Norte com presença mais marcada nas zonas temperadas, menos frequente nas regiões subtropicais. O grupo não está representado nas zonas tropicais da África e da América do Sul.

## Descrição
A família Fagaceae inclui, entre outras espécies lenhosas bem conhecidas, as faias, os carvalhos e os sobreiros, repartidos por duas subfamílias e 8 géneros, num total de mais de 927 espécies.
As Fagaceae são lenhosas, variando em porte de árvores a arbustos, decíduas ou perenifólias, caracterizadas pelas suas folhas simples e com venação pinada, com filotaxia alternada, e pela presença de flores unissexuais geralmente agrupadas em inflorescências do tipo amento, e pela produção de frutos do tipo noz recobertos por um calíbio em forma de taça.
As folhas são frequentemente lobadas e apresentam pecíolos e estípulas bem desenvolvidos. As características foliares de Fagaceae podem ser muito semelhantes às das Rosaceae e outras famílias de eurosídeas.
O frutos não têm endosperma e ocorrem envolvidos numa casca escamosa ou espinhosa (o calíbio ou cúpula) que pode ou não envolver a noz por inteiro, a qual pode agrupar de uma a sete sementes. Nos carvalhos, género Quercus, o fruto é uma noz não valvada (geralmente contendo uma só semente) chamada de bolota. A cúpula (invólucro) da bolota é em geral uma estrutura em forma de taça onde a noz se insere. Outros membros da família apresentam nozes completamente fechadas.
A família Fagaceae inclui algumas das mais importantes plantas lenhosas do Hemisfério Norte, as quasi formam a principal componente da floresta temperada húmida na América do Norte, Europa e Ásia. Estas espécies constituem também uma das fontes mais importantes de alimento para a vida selvagem nas regiões de floresta temperada da Eurásia.

### Morfologia
Os membros da família Fagaceae são árvores ou arbustos, sempre lenhosos, monoicos, anemófilos ou mais raramente entomófilos, de folhas persistentes, marcescentes ou caducas, simples, frequentemente lobadas,  alternas, com estípulas caducas, pecioladas e com nervação pinada. As folhas apesar de apresentarem sempre filotaxia alternada podem estar inseridas em duas linhas ou dispostas em espiral. A lâmina foliar é geralmente coreácea, com margens lisas, serrilhadas ou serradas. Quando a margem da folha é lisa, as nervuras laterais não alcançam a margem da folha. As superfícies das folhas são cobertas por pêlos simples, em forma de estrela ou ramificados (tricomas).
Todas as espécies são monoicas, isto todo os indivíduos produzem flores femininas e masculinas, com cada flor unissexual apresentando simetria radial e com as flores de cada sexo a ocorrerem em inflorescências separadas.
As flores masculinas ocorrem reunidas em inflorescências do tipo amento, erectas ou pêndulas, ou em glomérulos. Apresentam perianto sepaloide, dividido em 4-6(9) lóbulos ou lacínias, com (4)6- 20(40) estames, exertos e de filamentos livres.
As flores femininas são solitárias ou dispostas em grupos de 2-3 na base das  inflorescências masculinas e rodeadas por um invólucro basal cupuliforme de brácteas escamoides soldadas, o qual se transforma numa cúpula mais ou menos envolvente do fruto ou da infrutescência. O perianto apresenta 4-8 lóbulos ou lacínias, o ovário é ínfero, geralmente trilocular, mas por vezes com 6(9) lóculos,  com 2 rudimentos seminais por lóculo e 6-9 estiletes. Geralmente estão presentes estaminódios. A dispersão do pólen é geralmente feita pelo vento (são flores anemofílicas), mas em algumas espécies, especialmente do género Castanea, também por insectos (flores entomofílicas).
Os frutos são monospérmicos, do tipo noz ou aquénio, com endocarpo geralmente com interior hirsuto, rodeado parcialmente (no caso da bolota e da glande) ou totalmente (no caso da castanha), individualmente ou em grupos de 2-3, excepcionalmente até 15, numa cúpula (também designada por calíbio) multibracteada, escamiforme ou espinhosa, deiscente por valvas em número igual ao número de sementes acrescido de uma unidade. A constância da presença de uma cúpula levou a que a família também fosse designada por Cupulaceae. Os frutos são disseminados por animais (zoocoria). As sementes são muitas vezes densamente cercadas por pêlos originados no endocarpo.
As sementes carecem de endosperma e são rodeadas por um tegumento (episperma) membranáceo. O número cromossómico básico é maioritariamente x = 12, raramente 11, 13 ou 21.

### Distribuição
A família das fagáceas apresenta uma ampla distribuição por todo o Hemisfério Norte. A maior diversidade ao nível taxonómico de género está concentrada no sueste da Ásia, onde se situa o centro de diversidade do grupo e onde se crê que evoluiu a maior parte dos géneros existentes antes da área de distribuição natural da família se alargar à Europa e América do Norte (através da ponte terrestre de Bering).
Alguns membros das fagáceas, como Fagus grandifolia ou Castanea dentata e Quercus alba no nordeste dos Estados Unidos, ou Fagus sylvatica, Quercus robur e Quercus petraea na Europa, são frequentemente ecologicamente dominantes nos bosques temperados setentrionais.

### Usos
Vários membros das fagáceas são objecto de importantes usos económicos. Muitas espécies de carvalho, castanheiro e faia (géneros Quercus, Castanea e Fagus respectivamente) são muito importantes na produção de madeiras para construção, mobiliário, vasilhame e outros usos.
A cortiça para rolhas de garrafas e uma miríada de outros usos é produzida a partir de da casca do sobreiro, Quercus suber.
As castanhas, um importante alimento do período invernal, são os frutos de espécies do género Castanea, em especial Castanea sativa]]. Para além do consumo por animais selvagens, nomeadamente roedores e javalis, os frutos de várias espécies do género Quercus são utilizados para alimentar animais domésticos (como é caso da bolota usada na criação de porcos). Os frutos de espécies de vário géneros servem de alimento para humanos, em natureza ou confeccionados de várias formas. Fragmentos de madeira do género Fagus são frequentemente usados para dar sabor a cerveja.
Algumas espécies são utilizadas para extracção de taninos. Algumas espécies são produtoras de óleos e nalguns casos são utilizadas para fins medicinais. Numerosas espécies de diversos géneros são proeminentemente usadas com árvores ornamentais.

## Filogenia e sistemática

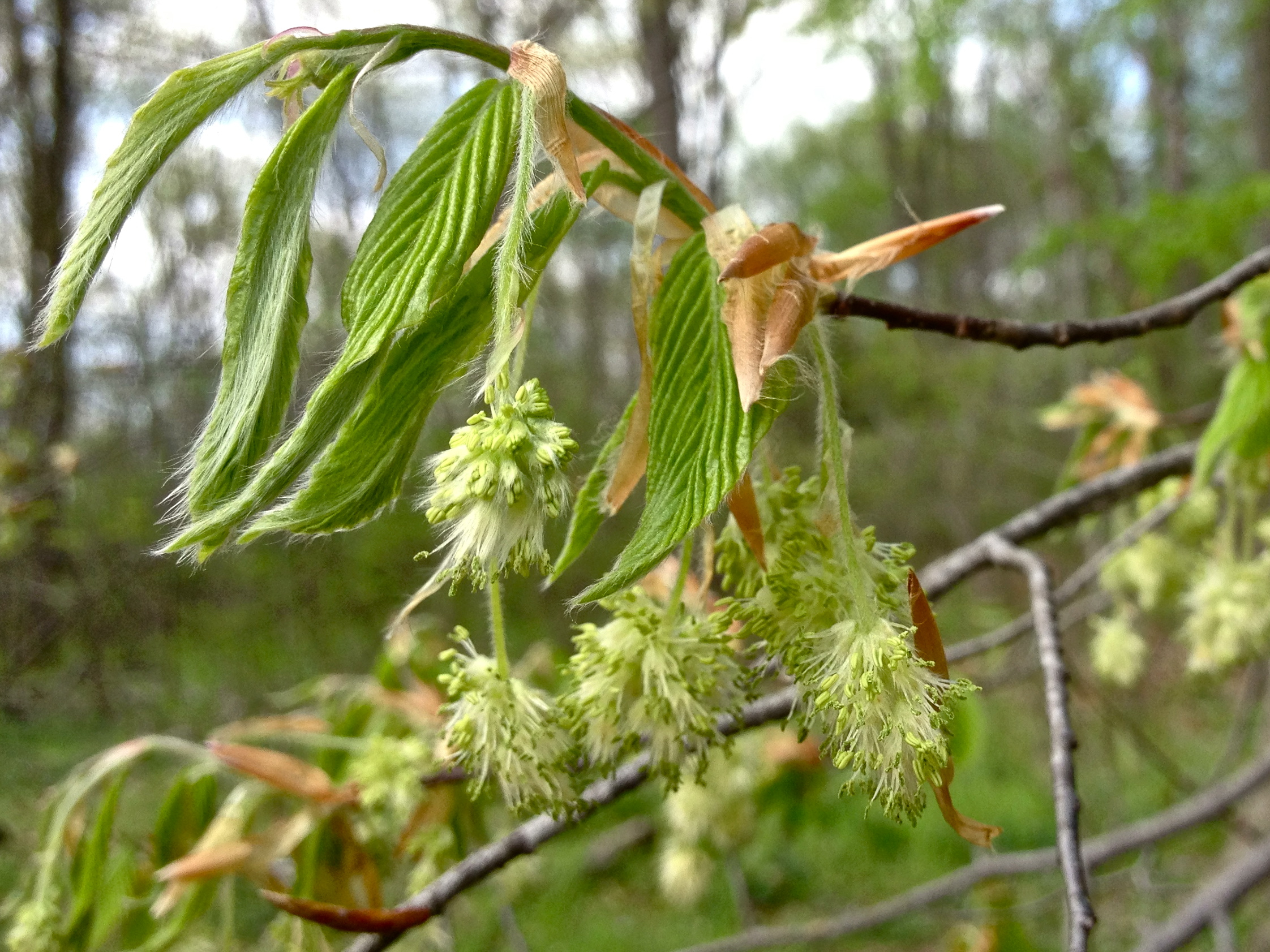
Subfamília Fagoideae: ramo com folhagem jovem e inflorescências de Fagus grandifolia.

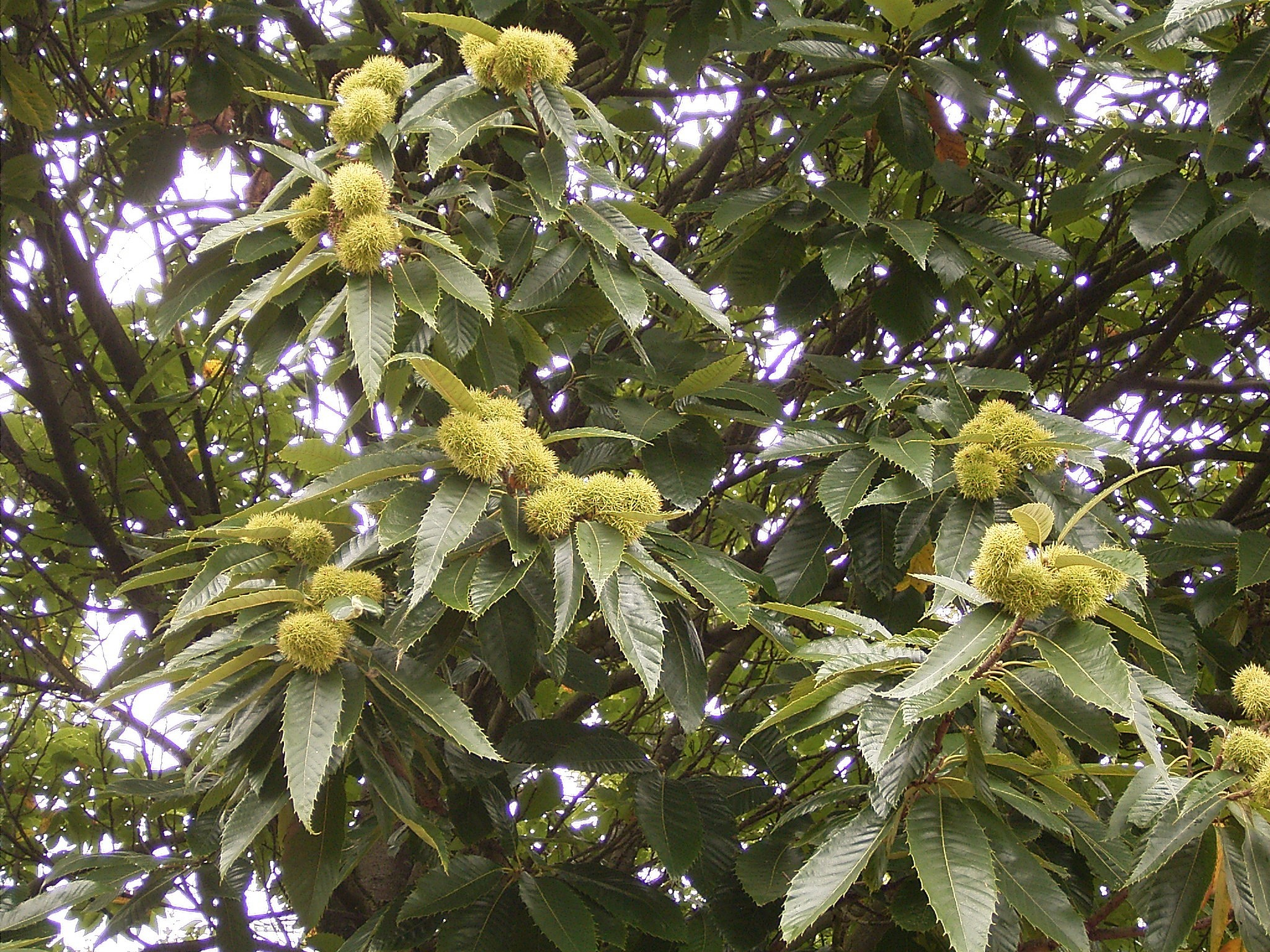
Subfamília Quercoideae: Castanea sativa.

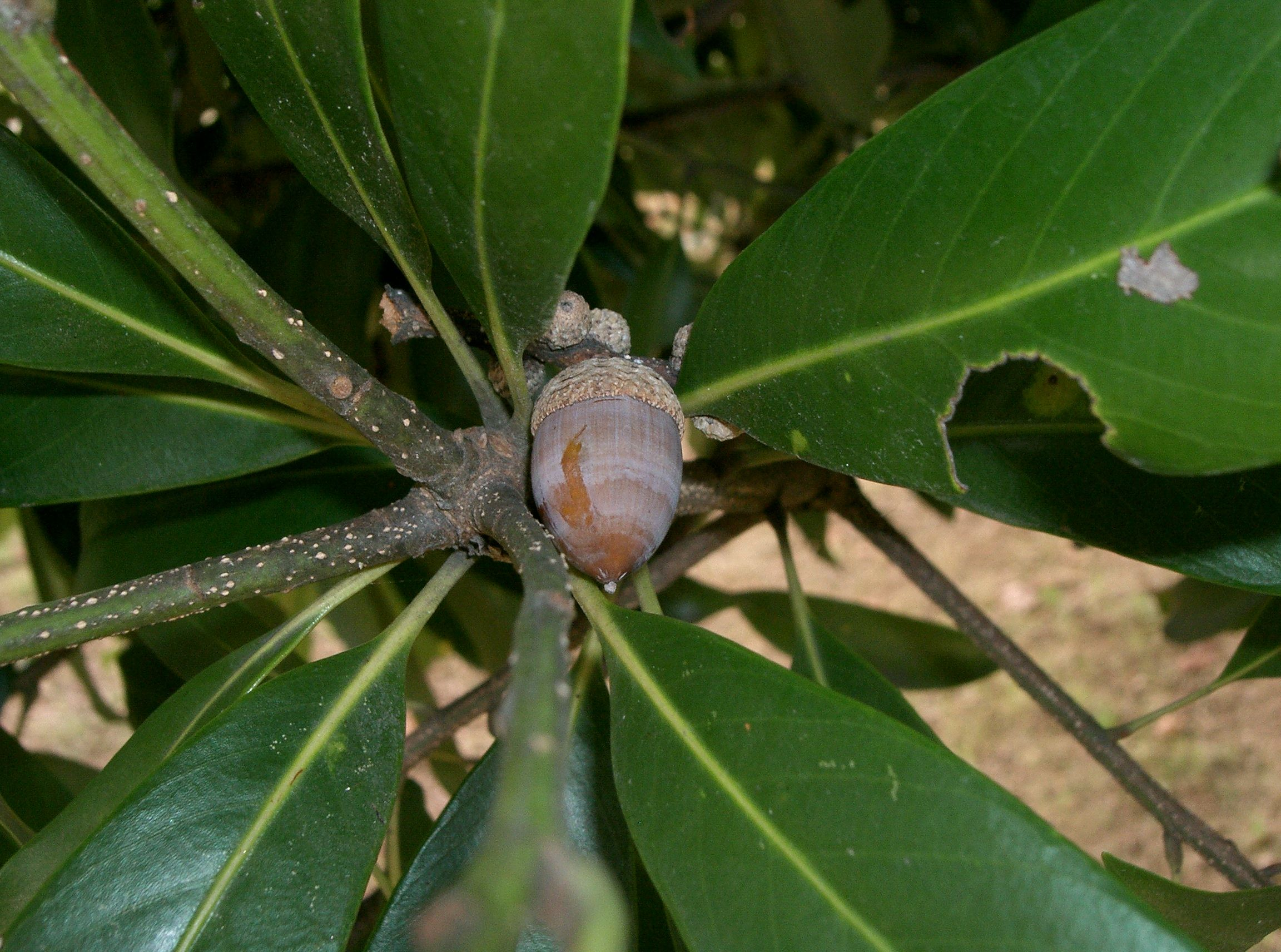
Subfamília Quercoideae: Lithocarpus edulis.

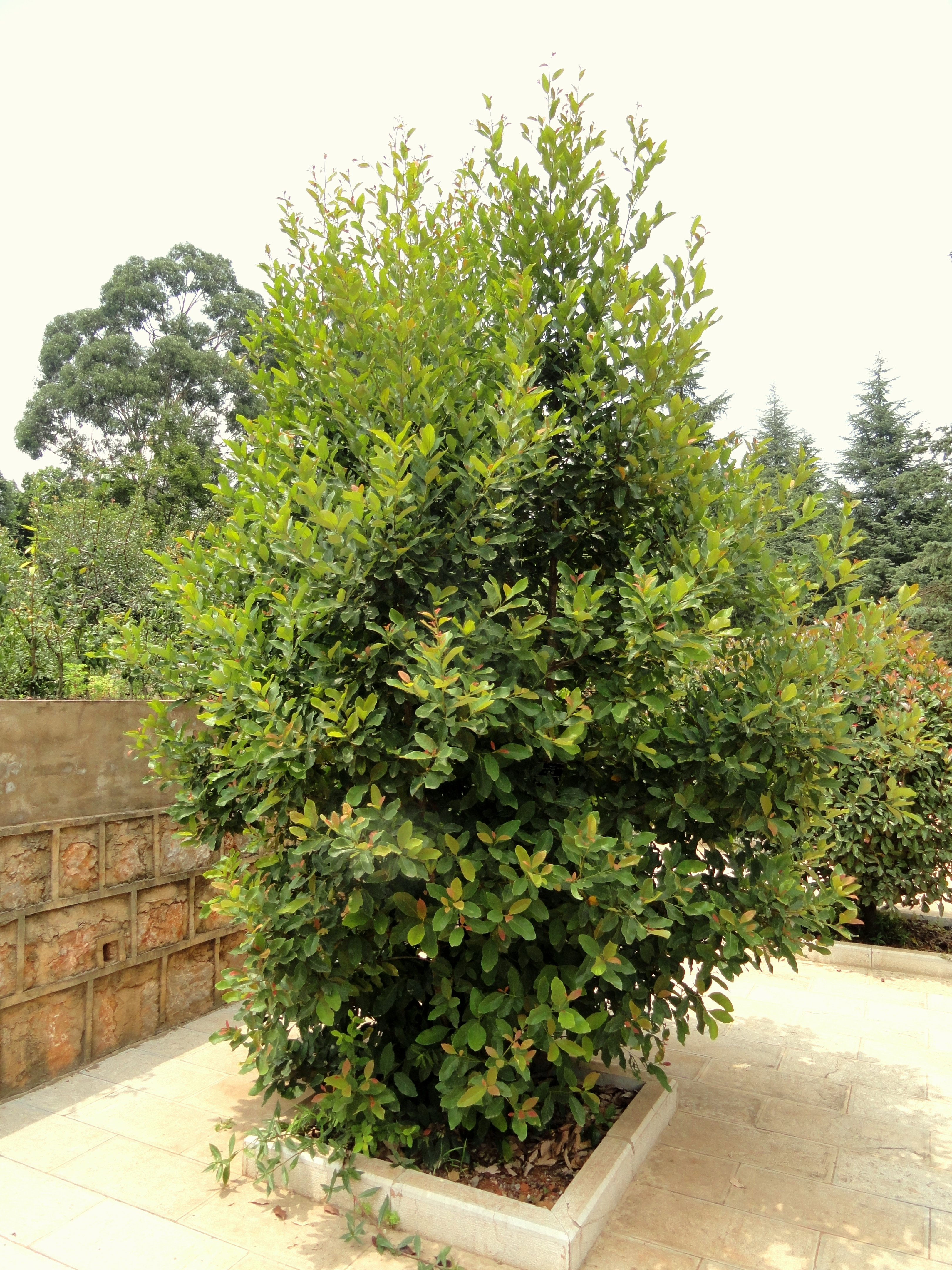
Subfamília Quercoideae: Trigonobalanus doichangensis.

A família Fagaceae foi propost em 1829 por Barthélemy Charles Joseph Dumortier na sua obra Analyse des Familles de Plantes, 11, 12. O género tipo é Fagus L. Um sinónimo taxonómico para Fagaceae Dum. é Quercaceae Martinov.

### Filogenia
A aplicação das técnicas da filogenética molecular sugere as seguintes relações com as restantes famílias que integram a ordem Fagales:
|  | Myricaceae   |
|  |              |
|  | Juglandaceae |
|  |              |

|  | \| \| Ticodendraceae \| \| \| \| \| \| Betulaceae \| \| \| \| |
|  |                                                               |
|  | Casuarinaceae                                                 |
|  |                                                               |
|  | Ticodendraceae                                                |
|  |                                                               |
|  | Betulaceae                                                    |
|  |                                                               |

|  | Ticodendraceae |
|  |                |
|  | Betulaceae     |
|  |                |

|  | Myricaceae   |
|  |              |
|  | Juglandaceae |
|  |              |

|  | \| \| Ticodendraceae \| \| \| \| \| \| Betulaceae \| \| \| \| |
|  |                                                               |
|  | Casuarinaceae                                                 |
|  |                                                               |
|  | Ticodendraceae                                                |
|  |                                                               |
|  | Betulaceae                                                    |
|  |                                                               |

|  | Ticodendraceae |
|  |                |
|  | Betulaceae     |
|  |                |

|  | Myricaceae   |
|  |              |
|  | Juglandaceae |
|  |              |

|  | \| \| Ticodendraceae \| \| \| \| \| \| Betulaceae \| \| \| \| |
|  |                                                               |
|  | Casuarinaceae                                                 |
|  |                                                               |
|  | Ticodendraceae                                                |
|  |                                                               |
|  | Betulaceae                                                    |
|  |                                                               |

|  | Ticodendraceae |
|  |                |
|  | Betulaceae     |
|  |                |

|  | Myricaceae   |
|  |              |
|  | Juglandaceae |
|  |              |

|  | \| \| Ticodendraceae \| \| \| \| \| \| Betulaceae \| \| \| \| |
|  |                                                               |
|  | Casuarinaceae                                                 |
|  |                                                               |
|  | Ticodendraceae                                                |
|  |                                                               |
|  | Betulaceae                                                    |
|  |                                                               |

|  | Ticodendraceae |
|  |                |
|  | Betulaceae     |
|  |                |

|  | Myricaceae   |
|  |              |
|  | Juglandaceae |
|  |              |

|  | \| \| Ticodendraceae \| \| \| \| \| \| Betulaceae \| \| \| \| |
|  |                                                               |
|  | Casuarinaceae                                                 |
|  |                                                               |
|  | Ticodendraceae                                                |
|  |                                                               |
|  | Betulaceae                                                    |
|  |                                                               |

|  | Ticodendraceae |
|  |                |
|  | Betulaceae     |
|  |                |

|  | Myricaceae   |
|  |              |
|  | Juglandaceae |
|  |              |

|  | \| \| Ticodendraceae \| \| \| \| \| \| Betulaceae \| \| \| \| |
|  |                                                               |
|  | Casuarinaceae                                                 |
|  |                                                               |
|  | Ticodendraceae                                                |
|  |                                                               |
|  | Betulaceae                                                    |
|  |                                                               |

|  | Ticodendraceae |
|  |                |
|  | Betulaceae     |
|  |                |

|  | Myricaceae   |
|  |              |
|  | Juglandaceae |
|  |              |

|  | \| \| Ticodendraceae \| \| \| \| \| \| Betulaceae \| \| \| \| |
|  |                                                               |
|  | Casuarinaceae                                                 |
|  |                                                               |
|  | Ticodendraceae                                                |
|  |                                                               |
|  | Betulaceae                                                    |
|  |                                                               |

|  | Ticodendraceae |
|  |                |
|  | Betulaceae     |
|  |                |

|  | Myricaceae   |
|  |              |
|  | Juglandaceae |
|  |              |

|  | \| \| Ticodendraceae \| \| \| \| \| \| Betulaceae \| \| \| \| |
|  |                                                               |
|  | Casuarinaceae                                                 |
|  |                                                               |
|  | Ticodendraceae                                                |
|  |                                                               |
|  | Betulaceae                                                    |
|  |                                                               |

|  | Ticodendraceae |
|  |                |
|  | Betulaceae     |
|  |                |

|  | Myricaceae   |
|  |              |
|  | Juglandaceae |
|  |              |

|  | \| \| Ticodendraceae \| \| \| \| \| \| Betulaceae \| \| \| \| |
|  |                                                               |
|  | Casuarinaceae                                                 |
|  |                                                               |
|  | Ticodendraceae                                                |
|  |                                                               |
|  | Betulaceae                                                    |
|  |                                                               |

|  | Ticodendraceae |
|  |                |
|  | Betulaceae     |
|  |                |

|  | Myricaceae   |
|  |              |
|  | Juglandaceae |
|  |              |

|  | \| \| Ticodendraceae \| \| \| \| \| \| Betulaceae \| \| \| \| |
|  |                                                               |
|  | Casuarinaceae                                                 |
|  |                                                               |
|  | Ticodendraceae                                                |
|  |                                                               |
|  | Betulaceae                                                    |
|  |                                                               |

|  | Ticodendraceae |
|  |                |
|  | Betulaceae     |
|  |                |

|  | Myricaceae   |
|  |              |
|  | Juglandaceae |
|  |              |

|  | \| \| Ticodendraceae \| \| \| \| \| \| Betulaceae \| \| \| \| |
|  |                                                               |
|  | Casuarinaceae                                                 |
|  |                                                               |
|  | Ticodendraceae                                                |
|  |                                                               |
|  | Betulaceae                                                    |
|  |                                                               |

|  | Ticodendraceae |
|  |                |
|  | Betulaceae     |
|  |                |

|  | Myricaceae   |
|  |              |
|  | Juglandaceae |
|  |              |

|  | \| \| Ticodendraceae \| \| \| \| \| \| Betulaceae \| \| \| \| |
|  |                                                               |
|  | Casuarinaceae                                                 |
|  |                                                               |
|  | Ticodendraceae                                                |
|  |                                                               |
|  | Betulaceae                                                    |
|  |                                                               |

|  | Ticodendraceae |
|  |                |
|  | Betulaceae     |
|  |                |

|  | Myricaceae   |
|  |              |
|  | Juglandaceae |
|  |              |

|  | \| \| Ticodendraceae \| \| \| \| \| \| Betulaceae \| \| \| \| |
|  |                                                               |
|  | Casuarinaceae                                                 |
|  |                                                               |
|  | Ticodendraceae                                                |
|  |                                                               |
|  | Betulaceae                                                    |
|  |                                                               |

|  | Ticodendraceae |
|  |                |
|  | Betulaceae     |
|  |                |

|  | Myricaceae   |
|  |              |
|  | Juglandaceae |
|  |              |

|  | \| \| Ticodendraceae \| \| \| \| \| \| Betulaceae \| \| \| \| |
|  |                                                               |
|  | Casuarinaceae                                                 |
|  |                                                               |
|  | Ticodendraceae                                                |
|  |                                                               |
|  | Betulaceae                                                    |
|  |                                                               |

|  | Ticodendraceae |
|  |                |
|  | Betulaceae     |
|  |                |

|  | Myricaceae   |
|  |              |
|  | Juglandaceae |
|  |              |

|  | \| \| Ticodendraceae \| \| \| \| \| \| Betulaceae \| \| \| \| |
|  |                                                               |
|  | Casuarinaceae                                                 |
|  |                                                               |
|  | Ticodendraceae                                                |
|  |                                                               |
|  | Betulaceae                                                    |
|  |                                                               |

|  | Ticodendraceae |
|  |                |
|  | Betulaceae     |
|  |                |

|  | Myricaceae   |
|  |              |
|  | Juglandaceae |
|  |              |

|  | \| \| Ticodendraceae \| \| \| \| \| \| Betulaceae \| \| \| \| |
|  |                                                               |
|  | Casuarinaceae                                                 |
|  |                                                               |
|  | Ticodendraceae                                                |
|  |                                                               |
|  | Betulaceae                                                    |
|  |                                                               |

|  | Ticodendraceae |
|  |                |
|  | Betulaceae     |
|  |                |

A família Fagaceae (as fagáceas), na sua corrente circunscrição taxonómica, são em geral subdivididas em 2 subfamílias (Fagoideae K. Koch e Quercoideae Örsted) com 8 géneros. A análise dos dados recolhidos com recursos às técnicas da filogenética molecular sugere as seguintes relações entre os géneros:
|  | Lithocarpus |
|  |             |
|  | Chrysolepis |
|  |             |

|  | Quercus pro parte                                        |
|  |                                                          |
|  | \| \| Castanopsis \| \| \| \| \| \| Castanea \| \| \| \| |
|  |                                                          |
|  | Castanopsis                                              |
|  |                                                          |
|  | Castanea                                                 |
|  |                                                          |

|  | Castanopsis |
|  |             |
|  | Castanea    |
|  |             |

|  | Quercus pro parte                                        |
|  |                                                          |
|  | \| \| Castanopsis \| \| \| \| \| \| Castanea \| \| \| \| |
|  |                                                          |
|  | Castanopsis                                              |
|  |                                                          |
|  | Castanea                                                 |
|  |                                                          |

|  | Castanopsis |
|  |             |
|  | Castanea    |
|  |             |

|  | Quercus pro parte                                        |
|  |                                                          |
|  | \| \| Castanopsis \| \| \| \| \| \| Castanea \| \| \| \| |
|  |                                                          |
|  | Castanopsis                                              |
|  |                                                          |
|  | Castanea                                                 |
|  |                                                          |

|  | Castanopsis |
|  |             |
|  | Castanea    |
|  |             |

|  | Quercus pro parte                                        |
|  |                                                          |
|  | \| \| Castanopsis \| \| \| \| \| \| Castanea \| \| \| \| |
|  |                                                          |
|  | Castanopsis                                              |
|  |                                                          |
|  | Castanea                                                 |
|  |                                                          |

|  | Castanopsis |
|  |             |
|  | Castanea    |
|  |             |

|  | Lithocarpus |
|  |             |
|  | Chrysolepis |
|  |             |

|  | Quercus pro parte                                        |
|  |                                                          |
|  | \| \| Castanopsis \| \| \| \| \| \| Castanea \| \| \| \| |
|  |                                                          |
|  | Castanopsis                                              |
|  |                                                          |
|  | Castanea                                                 |
|  |                                                          |

|  | Castanopsis |
|  |             |
|  | Castanea    |
|  |             |

|  | Quercus pro parte                                        |
|  |                                                          |
|  | \| \| Castanopsis \| \| \| \| \| \| Castanea \| \| \| \| |
|  |                                                          |
|  | Castanopsis                                              |
|  |                                                          |
|  | Castanea                                                 |
|  |                                                          |

|  | Castanopsis |
|  |             |
|  | Castanea    |
|  |             |

|  | Quercus pro parte                                        |
|  |                                                          |
|  | \| \| Castanopsis \| \| \| \| \| \| Castanea \| \| \| \| |
|  |                                                          |
|  | Castanopsis                                              |
|  |                                                          |
|  | Castanea                                                 |
|  |                                                          |

|  | Castanopsis |
|  |             |
|  | Castanea    |
|  |             |

|  | Quercus pro parte                                        |
|  |                                                          |
|  | \| \| Castanopsis \| \| \| \| \| \| Castanea \| \| \| \| |
|  |                                                          |
|  | Castanopsis                                              |
|  |                                                          |
|  | Castanea                                                 |
|  |                                                          |

|  | Castanopsis |
|  |             |
|  | Castanea    |
|  |             |

|  | Lithocarpus |
|  |             |
|  | Chrysolepis |
|  |             |

|  | Quercus pro parte                                        |
|  |                                                          |
|  | \| \| Castanopsis \| \| \| \| \| \| Castanea \| \| \| \| |
|  |                                                          |
|  | Castanopsis                                              |
|  |                                                          |
|  | Castanea                                                 |
|  |                                                          |

|  | Castanopsis |
|  |             |
|  | Castanea    |
|  |             |

|  | Quercus pro parte                                        |
|  |                                                          |
|  | \| \| Castanopsis \| \| \| \| \| \| Castanea \| \| \| \| |
|  |                                                          |
|  | Castanopsis                                              |
|  |                                                          |
|  | Castanea                                                 |
|  |                                                          |

|  | Castanopsis |
|  |             |
|  | Castanea    |
|  |             |

|  | Quercus pro parte                                        |
|  |                                                          |
|  | \| \| Castanopsis \| \| \| \| \| \| Castanea \| \| \| \| |
|  |                                                          |
|  | Castanopsis                                              |
|  |                                                          |
|  | Castanea                                                 |
|  |                                                          |

|  | Castanopsis |
|  |             |
|  | Castanea    |
|  |             |

|  | Quercus pro parte                                        |
|  |                                                          |
|  | \| \| Castanopsis \| \| \| \| \| \| Castanea \| \| \| \| |
|  |                                                          |
|  | Castanopsis                                              |
|  |                                                          |
|  | Castanea                                                 |
|  |                                                          |

|  | Castanopsis |
|  |             |
|  | Castanea    |
|  |             |

|  | Lithocarpus |
|  |             |
|  | Chrysolepis |
|  |             |

|  | Quercus pro parte                                        |
|  |                                                          |
|  | \| \| Castanopsis \| \| \| \| \| \| Castanea \| \| \| \| |
|  |                                                          |
|  | Castanopsis                                              |
|  |                                                          |
|  | Castanea                                                 |
|  |                                                          |

|  | Castanopsis |
|  |             |
|  | Castanea    |
|  |             |

|  | Quercus pro parte                                        |
|  |                                                          |
|  | \| \| Castanopsis \| \| \| \| \| \| Castanea \| \| \| \| |
|  |                                                          |
|  | Castanopsis                                              |
|  |                                                          |
|  | Castanea                                                 |
|  |                                                          |

|  | Castanopsis |
|  |             |
|  | Castanea    |
|  |             |

|  | Quercus pro parte                                        |
|  |                                                          |
|  | \| \| Castanopsis \| \| \| \| \| \| Castanea \| \| \| \| |
|  |                                                          |
|  | Castanopsis                                              |
|  |                                                          |
|  | Castanea                                                 |
|  |                                                          |

|  | Castanopsis |
|  |             |
|  | Castanea    |
|  |             |

|  | Quercus pro parte                                        |
|  |                                                          |
|  | \| \| Castanopsis \| \| \| \| \| \| Castanea \| \| \| \| |
|  |                                                          |
|  | Castanopsis                                              |
|  |                                                          |
|  | Castanea                                                 |
|  |                                                          |

|  | Castanopsis |
|  |             |
|  | Castanea    |
|  |             |

|  | Lithocarpus |
|  |             |
|  | Chrysolepis |
|  |             |

|  | Quercus pro parte                                        |
|  |                                                          |
|  | \| \| Castanopsis \| \| \| \| \| \| Castanea \| \| \| \| |
|  |                                                          |
|  | Castanopsis                                              |
|  |                                                          |
|  | Castanea                                                 |
|  |                                                          |

|  | Castanopsis |
|  |             |
|  | Castanea    |
|  |             |

|  | Quercus pro parte                                        |
|  |                                                          |
|  | \| \| Castanopsis \| \| \| \| \| \| Castanea \| \| \| \| |
|  |                                                          |
|  | Castanopsis                                              |
|  |                                                          |
|  | Castanea                                                 |
|  |                                                          |

|  | Castanopsis |
|  |             |
|  | Castanea    |
|  |             |

|  | Quercus pro parte                                        |
|  |                                                          |
|  | \| \| Castanopsis \| \| \| \| \| \| Castanea \| \| \| \| |
|  |                                                          |
|  | Castanopsis                                              |
|  |                                                          |
|  | Castanea                                                 |
|  |                                                          |

|  | Castanopsis |
|  |             |
|  | Castanea    |
|  |             |

|  | Quercus pro parte                                        |
|  |                                                          |
|  | \| \| Castanopsis \| \| \| \| \| \| Castanea \| \| \| \| |
|  |                                                          |
|  | Castanopsis                                              |
|  |                                                          |
|  | Castanea                                                 |
|  |                                                          |

|  | Castanopsis |
|  |             |
|  | Castanea    |
|  |             |

|  | Lithocarpus |
|  |             |
|  | Chrysolepis |
|  |             |

|  | Quercus pro parte                                        |
|  |                                                          |
|  | \| \| Castanopsis \| \| \| \| \| \| Castanea \| \| \| \| |
|  |                                                          |
|  | Castanopsis                                              |
|  |                                                          |
|  | Castanea                                                 |
|  |                                                          |

|  | Castanopsis |
|  |             |
|  | Castanea    |
|  |             |

|  | Quercus pro parte                                        |
|  |                                                          |
|  | \| \| Castanopsis \| \| \| \| \| \| Castanea \| \| \| \| |
|  |                                                          |
|  | Castanopsis                                              |
|  |                                                          |
|  | Castanea                                                 |
|  |                                                          |

|  | Castanopsis |
|  |             |
|  | Castanea    |
|  |             |

|  | Quercus pro parte                                        |
|  |                                                          |
|  | \| \| Castanopsis \| \| \| \| \| \| Castanea \| \| \| \| |
|  |                                                          |
|  | Castanopsis                                              |
|  |                                                          |
|  | Castanea                                                 |
|  |                                                          |

|  | Castanopsis |
|  |             |
|  | Castanea    |
|  |             |

|  | Quercus pro parte                                        |
|  |                                                          |
|  | \| \| Castanopsis \| \| \| \| \| \| Castanea \| \| \| \| |
|  |                                                          |
|  | Castanopsis                                              |
|  |                                                          |
|  | Castanea                                                 |
|  |                                                          |

|  | Castanopsis |
|  |             |
|  | Castanea    |
|  |             |

|  | Lithocarpus |
|  |             |
|  | Chrysolepis |
|  |             |

|  | Quercus pro parte                                        |
|  |                                                          |
|  | \| \| Castanopsis \| \| \| \| \| \| Castanea \| \| \| \| |
|  |                                                          |
|  | Castanopsis                                              |
|  |                                                          |
|  | Castanea                                                 |
|  |                                                          |

|  | Castanopsis |
|  |             |
|  | Castanea    |
|  |             |

|  | Quercus pro parte                                        |
|  |                                                          |
|  | \| \| Castanopsis \| \| \| \| \| \| Castanea \| \| \| \| |
|  |                                                          |
|  | Castanopsis                                              |
|  |                                                          |
|  | Castanea                                                 |
|  |                                                          |

|  | Castanopsis |
|  |             |
|  | Castanea    |
|  |             |

|  | Quercus pro parte                                        |
|  |                                                          |
|  | \| \| Castanopsis \| \| \| \| \| \| Castanea \| \| \| \| |
|  |                                                          |
|  | Castanopsis                                              |
|  |                                                          |
|  | Castanea                                                 |
|  |                                                          |

|  | Castanopsis |
|  |             |
|  | Castanea    |
|  |             |

|  | Quercus pro parte                                        |
|  |                                                          |
|  | \| \| Castanopsis \| \| \| \| \| \| Castanea \| \| \| \| |
|  |                                                          |
|  | Castanopsis                                              |
|  |                                                          |
|  | Castanea                                                 |
|  |                                                          |

|  | Castanopsis |
|  |             |
|  | Castanea    |
|  |             |

|  | Lithocarpus |
|  |             |
|  | Chrysolepis |
|  |             |

|  | Quercus pro parte                                        |
|  |                                                          |
|  | \| \| Castanopsis \| \| \| \| \| \| Castanea \| \| \| \| |
|  |                                                          |
|  | Castanopsis                                              |
|  |                                                          |
|  | Castanea                                                 |
|  |                                                          |

|  | Castanopsis |
|  |             |
|  | Castanea    |
|  |             |

|  | Quercus pro parte                                        |
|  |                                                          |
|  | \| \| Castanopsis \| \| \| \| \| \| Castanea \| \| \| \| |
|  |                                                          |
|  | Castanopsis                                              |
|  |                                                          |
|  | Castanea                                                 |
|  |                                                          |

|  | Castanopsis |
|  |             |
|  | Castanea    |
|  |             |

|  | Quercus pro parte                                        |
|  |                                                          |
|  | \| \| Castanopsis \| \| \| \| \| \| Castanea \| \| \| \| |
|  |                                                          |
|  | Castanopsis                                              |
|  |                                                          |
|  | Castanea                                                 |
|  |                                                          |

|  | Castanopsis |
|  |             |
|  | Castanea    |
|  |             |

|  | Quercus pro parte                                        |
|  |                                                          |
|  | \| \| Castanopsis \| \| \| \| \| \| Castanea \| \| \| \| |
|  |                                                          |
|  | Castanopsis                                              |
|  |                                                          |
|  | Castanea                                                 |
|  |                                                          |

|  | Castanopsis |
|  |             |
|  | Castanea    |
|  |             |

|  | Lithocarpus |
|  |             |
|  | Chrysolepis |
|  |             |

|  | Quercus pro parte                                        |
|  |                                                          |
|  | \| \| Castanopsis \| \| \| \| \| \| Castanea \| \| \| \| |
|  |                                                          |
|  | Castanopsis                                              |
|  |                                                          |
|  | Castanea                                                 |
|  |                                                          |

|  | Castanopsis |
|  |             |
|  | Castanea    |
|  |             |

|  | Quercus pro parte                                        |
|  |                                                          |
|  | \| \| Castanopsis \| \| \| \| \| \| Castanea \| \| \| \| |
|  |                                                          |
|  | Castanopsis                                              |
|  |                                                          |
|  | Castanea                                                 |
|  |                                                          |

|  | Castanopsis |
|  |             |
|  | Castanea    |
|  |             |

|  | Quercus pro parte                                        |
|  |                                                          |
|  | \| \| Castanopsis \| \| \| \| \| \| Castanea \| \| \| \| |
|  |                                                          |
|  | Castanopsis                                              |
|  |                                                          |
|  | Castanea                                                 |
|  |                                                          |

|  | Castanopsis |
|  |             |
|  | Castanea    |
|  |             |

|  | Quercus pro parte                                        |
|  |                                                          |
|  | \| \| Castanopsis \| \| \| \| \| \| Castanea \| \| \| \| |
|  |                                                          |
|  | Castanopsis                                              |
|  |                                                          |
|  | Castanea                                                 |
|  |                                                          |

|  | Castanopsis |
|  |             |
|  | Castanea    |
|  |             |

|  | Lithocarpus |
|  |             |
|  | Chrysolepis |
|  |             |

|  | Quercus pro parte                                        |
|  |                                                          |
|  | \| \| Castanopsis \| \| \| \| \| \| Castanea \| \| \| \| |
|  |                                                          |
|  | Castanopsis                                              |
|  |                                                          |
|  | Castanea                                                 |
|  |                                                          |

|  | Castanopsis |
|  |             |
|  | Castanea    |
|  |             |

|  | Quercus pro parte                                        |
|  |                                                          |
|  | \| \| Castanopsis \| \| \| \| \| \| Castanea \| \| \| \| |
|  |                                                          |
|  | Castanopsis                                              |
|  |                                                          |
|  | Castanea                                                 |
|  |                                                          |

|  | Castanopsis |
|  |             |
|  | Castanea    |
|  |             |

|  | Quercus pro parte                                        |
|  |                                                          |
|  | \| \| Castanopsis \| \| \| \| \| \| Castanea \| \| \| \| |
|  |                                                          |
|  | Castanopsis                                              |
|  |                                                          |
|  | Castanea                                                 |
|  |                                                          |

|  | Castanopsis |
|  |             |
|  | Castanea    |
|  |             |

|  | Quercus pro parte                                        |
|  |                                                          |
|  | \| \| Castanopsis \| \| \| \| \| \| Castanea \| \| \| \| |
|  |                                                          |
|  | Castanopsis                                              |
|  |                                                          |
|  | Castanea                                                 |
|  |                                                          |

|  | Castanopsis |
|  |             |
|  | Castanea    |
|  |             |

|  | Lithocarpus |
|  |             |
|  | Chrysolepis |
|  |             |

|  | Quercus pro parte                                        |
|  |                                                          |
|  | \| \| Castanopsis \| \| \| \| \| \| Castanea \| \| \| \| |
|  |                                                          |
|  | Castanopsis                                              |
|  |                                                          |
|  | Castanea                                                 |
|  |                                                          |

|  | Castanopsis |
|  |             |
|  | Castanea    |
|  |             |

|  | Quercus pro parte                                        |
|  |                                                          |
|  | \| \| Castanopsis \| \| \| \| \| \| Castanea \| \| \| \| |
|  |                                                          |
|  | Castanopsis                                              |
|  |                                                          |
|  | Castanea                                                 |
|  |                                                          |

|  | Castanopsis |
|  |             |
|  | Castanea    |
|  |             |

|  | Quercus pro parte                                        |
|  |                                                          |
|  | \| \| Castanopsis \| \| \| \| \| \| Castanea \| \| \| \| |
|  |                                                          |
|  | Castanopsis                                              |
|  |                                                          |
|  | Castanea                                                 |
|  |                                                          |

|  | Castanopsis |
|  |             |
|  | Castanea    |
|  |             |

|  | Quercus pro parte                                        |
|  |                                                          |
|  | \| \| Castanopsis \| \| \| \| \| \| Castanea \| \| \| \| |
|  |                                                          |
|  | Castanopsis                                              |
|  |                                                          |
|  | Castanea                                                 |
|  |                                                          |

|  | Castanopsis |
|  |             |
|  | Castanea    |
|  |             |

|  | Lithocarpus |
|  |             |
|  | Chrysolepis |
|  |             |

|  | Quercus pro parte                                        |
|  |                                                          |
|  | \| \| Castanopsis \| \| \| \| \| \| Castanea \| \| \| \| |
|  |                                                          |
|  | Castanopsis                                              |
|  |                                                          |
|  | Castanea                                                 |
|  |                                                          |

|  | Castanopsis |
|  |             |
|  | Castanea    |
|  |             |

|  | Quercus pro parte                                        |
|  |                                                          |
|  | \| \| Castanopsis \| \| \| \| \| \| Castanea \| \| \| \| |
|  |                                                          |
|  | Castanopsis                                              |
|  |                                                          |
|  | Castanea                                                 |
|  |                                                          |

|  | Castanopsis |
|  |             |
|  | Castanea    |
|  |             |

|  | Quercus pro parte                                        |
|  |                                                          |
|  | \| \| Castanopsis \| \| \| \| \| \| Castanea \| \| \| \| |
|  |                                                          |
|  | Castanopsis                                              |
|  |                                                          |
|  | Castanea                                                 |
|  |                                                          |

|  | Castanopsis |
|  |             |
|  | Castanea    |
|  |             |

|  | Quercus pro parte                                        |
|  |                                                          |
|  | \| \| Castanopsis \| \| \| \| \| \| Castanea \| \| \| \| |
|  |                                                          |
|  | Castanopsis                                              |
|  |                                                          |
|  | Castanea                                                 |
|  |                                                          |

|  | Castanopsis |
|  |             |
|  | Castanea    |
|  |             |

|  | Lithocarpus |
|  |             |
|  | Chrysolepis |
|  |             |

|  | Quercus pro parte                                        |
|  |                                                          |
|  | \| \| Castanopsis \| \| \| \| \| \| Castanea \| \| \| \| |
|  |                                                          |
|  | Castanopsis                                              |
|  |                                                          |
|  | Castanea                                                 |
|  |                                                          |

|  | Castanopsis |
|  |             |
|  | Castanea    |
|  |             |

|  | Quercus pro parte                                        |
|  |                                                          |
|  | \| \| Castanopsis \| \| \| \| \| \| Castanea \| \| \| \| |
|  |                                                          |
|  | Castanopsis                                              |
|  |                                                          |
|  | Castanea                                                 |
|  |                                                          |

|  | Castanopsis |
|  |             |
|  | Castanea    |
|  |             |

|  | Quercus pro parte                                        |
|  |                                                          |
|  | \| \| Castanopsis \| \| \| \| \| \| Castanea \| \| \| \| |
|  |                                                          |
|  | Castanopsis                                              |
|  |                                                          |
|  | Castanea                                                 |
|  |                                                          |

|  | Castanopsis |
|  |             |
|  | Castanea    |
|  |             |

|  | Quercus pro parte                                        |
|  |                                                          |
|  | \| \| Castanopsis \| \| \| \| \| \| Castanea \| \| \| \| |
|  |                                                          |
|  | Castanopsis                                              |
|  |                                                          |
|  | Castanea                                                 |
|  |                                                          |

|  | Castanopsis |
|  |             |
|  | Castanea    |
|  |             |

|  | Lithocarpus |
|  |             |
|  | Chrysolepis |
|  |             |

|  | Quercus pro parte                                        |
|  |                                                          |
|  | \| \| Castanopsis \| \| \| \| \| \| Castanea \| \| \| \| |
|  |                                                          |
|  | Castanopsis                                              |
|  |                                                          |
|  | Castanea                                                 |
|  |                                                          |

|  | Castanopsis |
|  |             |
|  | Castanea    |
|  |             |

|  | Quercus pro parte                                        |
|  |                                                          |
|  | \| \| Castanopsis \| \| \| \| \| \| Castanea \| \| \| \| |
|  |                                                          |
|  | Castanopsis                                              |
|  |                                                          |
|  | Castanea                                                 |
|  |                                                          |

|  | Castanopsis |
|  |             |
|  | Castanea    |
|  |             |

|  | Quercus pro parte                                        |
|  |                                                          |
|  | \| \| Castanopsis \| \| \| \| \| \| Castanea \| \| \| \| |
|  |                                                          |
|  | Castanopsis                                              |
|  |                                                          |
|  | Castanea                                                 |
|  |                                                          |

|  | Castanopsis |
|  |             |
|  | Castanea    |
|  |             |

|  | Quercus pro parte                                        |
|  |                                                          |
|  | \| \| Castanopsis \| \| \| \| \| \| Castanea \| \| \| \| |
|  |                                                          |
|  | Castanopsis                                              |
|  |                                                          |
|  | Castanea                                                 |
|  |                                                          |

|  | Castanopsis |
|  |             |
|  | Castanea    |
|  |             |

|  | Lithocarpus |
|  |             |
|  | Chrysolepis |
|  |             |

|  | Quercus pro parte                                        |
|  |                                                          |
|  | \| \| Castanopsis \| \| \| \| \| \| Castanea \| \| \| \| |
|  |                                                          |
|  | Castanopsis                                              |
|  |                                                          |
|  | Castanea                                                 |
|  |                                                          |

|  | Castanopsis |
|  |             |
|  | Castanea    |
|  |             |

|  | Quercus pro parte                                        |
|  |                                                          |
|  | \| \| Castanopsis \| \| \| \| \| \| Castanea \| \| \| \| |
|  |                                                          |
|  | Castanopsis                                              |
|  |                                                          |
|  | Castanea                                                 |
|  |                                                          |

|  | Castanopsis |
|  |             |
|  | Castanea    |
|  |             |

|  | Quercus pro parte                                        |
|  |                                                          |
|  | \| \| Castanopsis \| \| \| \| \| \| Castanea \| \| \| \| |
|  |                                                          |
|  | Castanopsis                                              |
|  |                                                          |
|  | Castanea                                                 |
|  |                                                          |

|  | Castanopsis |
|  |             |
|  | Castanea    |
|  |             |

|  | Quercus pro parte                                        |
|  |                                                          |
|  | \| \| Castanopsis \| \| \| \| \| \| Castanea \| \| \| \| |
|  |                                                          |
|  | Castanopsis                                              |
|  |                                                          |
|  | Castanea                                                 |
|  |                                                          |

|  | Castanopsis |
|  |             |
|  | Castanea    |
|  |             |

|  | Lithocarpus |
|  |             |
|  | Chrysolepis |
|  |             |

|  | Quercus pro parte                                        |
|  |                                                          |
|  | \| \| Castanopsis \| \| \| \| \| \| Castanea \| \| \| \| |
|  |                                                          |
|  | Castanopsis                                              |
|  |                                                          |
|  | Castanea                                                 |
|  |                                                          |

|  | Castanopsis |
|  |             |
|  | Castanea    |
|  |             |

|  | Quercus pro parte                                        |
|  |                                                          |
|  | \| \| Castanopsis \| \| \| \| \| \| Castanea \| \| \| \| |
|  |                                                          |
|  | Castanopsis                                              |
|  |                                                          |
|  | Castanea                                                 |
|  |                                                          |

|  | Castanopsis |
|  |             |
|  | Castanea    |
|  |             |

|  | Quercus pro parte                                        |
|  |                                                          |
|  | \| \| Castanopsis \| \| \| \| \| \| Castanea \| \| \| \| |
|  |                                                          |
|  | Castanopsis                                              |
|  |                                                          |
|  | Castanea                                                 |
|  |                                                          |

|  | Castanopsis |
|  |             |
|  | Castanea    |
|  |             |

|  | Quercus pro parte                                        |
|  |                                                          |
|  | \| \| Castanopsis \| \| \| \| \| \| Castanea \| \| \| \| |
|  |                                                          |
|  | Castanopsis                                              |
|  |                                                          |
|  | Castanea                                                 |
|  |                                                          |

|  | Castanopsis |
|  |             |
|  | Castanea    |
|  |             |

A monofilia das fagáceas é fortemente suportada tanto em dados morfológicos (especialmente na morfologia do fruto) como moleculares.

### Sistemática
As Fagaceae eram frequentemente divididas em cinco ou seis subfamílias e geralmente consideradas como incluindo 8 (até 10) géneros. A monofilia das Fagaceae é fortemente apoiada tanto pela análise morfológica (especialmente a morfologia dos frutos) como pelos dados de filogenia molecular.
O género Nothofagus, do Hemisfério Sul, cerca de 43 espécies, usualmente conhecidas pelo nome comum de faias-do-sul, foi historicamente colocado entre as fagáceas, como género irmão de Fagus, mas as evidências moleculares sugerem que integra uma família distinta dentro das Fagales (a família Nothofagaceae). Apesar de Nothofagus partilharem um número de características comuns com as fagáceas, como a estrutura de fruto em forma de cúpula, diferem significativamente em outras, incluindo morfologia distintiva do pólen e das estípulas, para além de apresentarem um número cromossómico básico diferente. Em consequência, o consenso inclina-se para colocar Nothofagus dentro da sua própria família monogenérica, as Nothofagaceae (como ocorre no sistema APG IV).
A família Fagaceae inclui as seguintes subfamílias e géneros, com 670 a 1000 espécies:
- Subfamília Fagoideae K.Koch — com apenas um género e cerca de 10 espécies;
  - Fagus L. — faias, com cerca de 10 a 13 espécies, com distribuição no norte da região temperada da Ásia Oriental, sudoeste da Ásia, Europa e leste da América do Norte;
- Subfamília Quercoideae Örsted — com 7 géneros e cerca de 640 espécies;
  - Castanea Mill. 1754 — castanheiros; 8 espécies, com distribuição no norte da região temperada da Ásia Oriental, sudoeste da Ásia, sueste da Europa, leste da América do Norte;
  - Castanopsis (D. Don) Spach 1841 — chinquapins, com cerca de 125–130 espécies, nas regiões tropicais e subtropicais de sueste da Ásia;
  - Chrysolepis Hjelmq. 1948 — 2 espécies, oeste do Estados Unidos
  - Lithocarpus Blume 1826 — cerca de 330-340 espécies, regiões subtropicais da Ásia e América do Norte;
  - Notholithocarpus P. S. Manos, C. H. Cannon & S.H. Oh 2008 [2009] — 1 espécie (anteriormente Lithocarpus densiflorus), endémica da Califórnia e sudoeste do Oregon;
  - Quercus L. 1753 — carvalhos, sobreiros e azinheiras; cerca de 600 espécies, amplamente disseminadas pelo Hemisfério Norte, cruzando o equador na Indonésia;
  - Trigonobalanus Forman 1962 (1)-3 espécies da região tropical do sueste da Ásia (sin.: Colombobalanus Nixon & Crepet, Formanodendron Nixon & Crepet), com:
    - Trigonobalanus doichangensis (A.Camus) Forman: nativa da China e do norte da Tailândia.[19]
    - Trigonobalanus excelsa Lozano: nativa da Colombia.[19]
    - Trigonobalanus verticillata Forman: nativa de Hainan, Malásia, Borneo, Sumatra e Sulawesi.[19]

O táxon Quercus subgénero Cyclobalanopsis é tratado como um género distinto pela  Flora of China, mas a posição não é consensual.

## Galeria

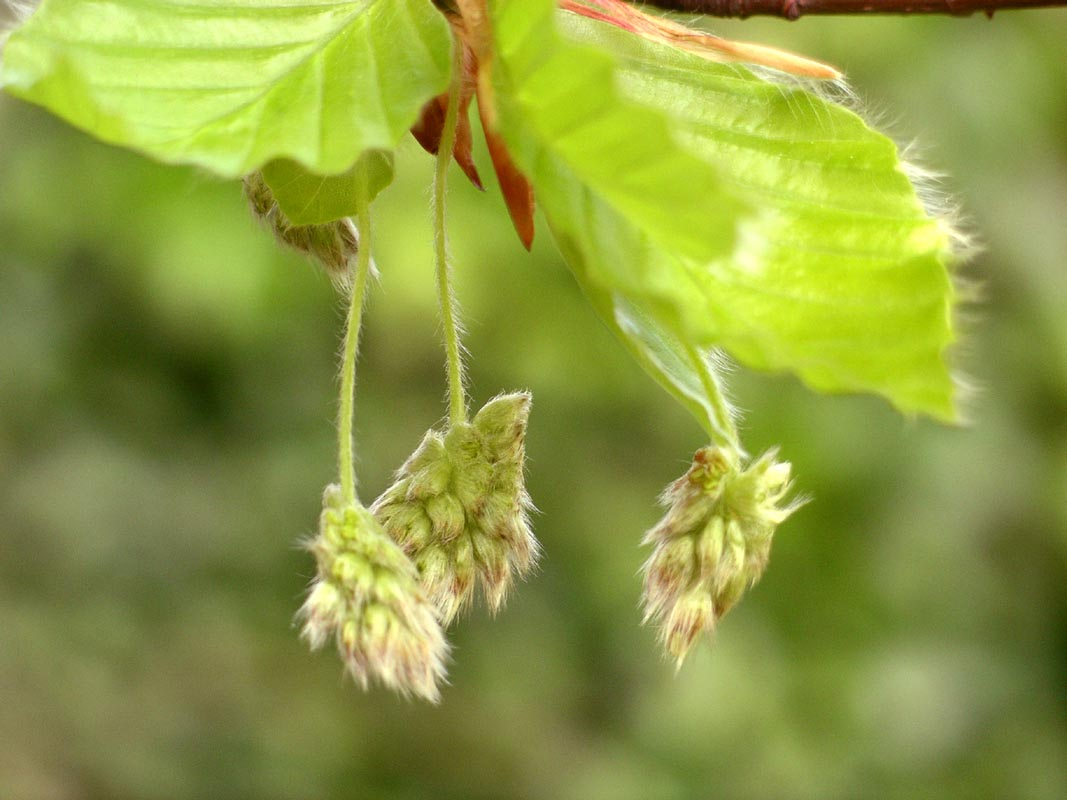
Flores da faia europeia (Fagus sylvatica).
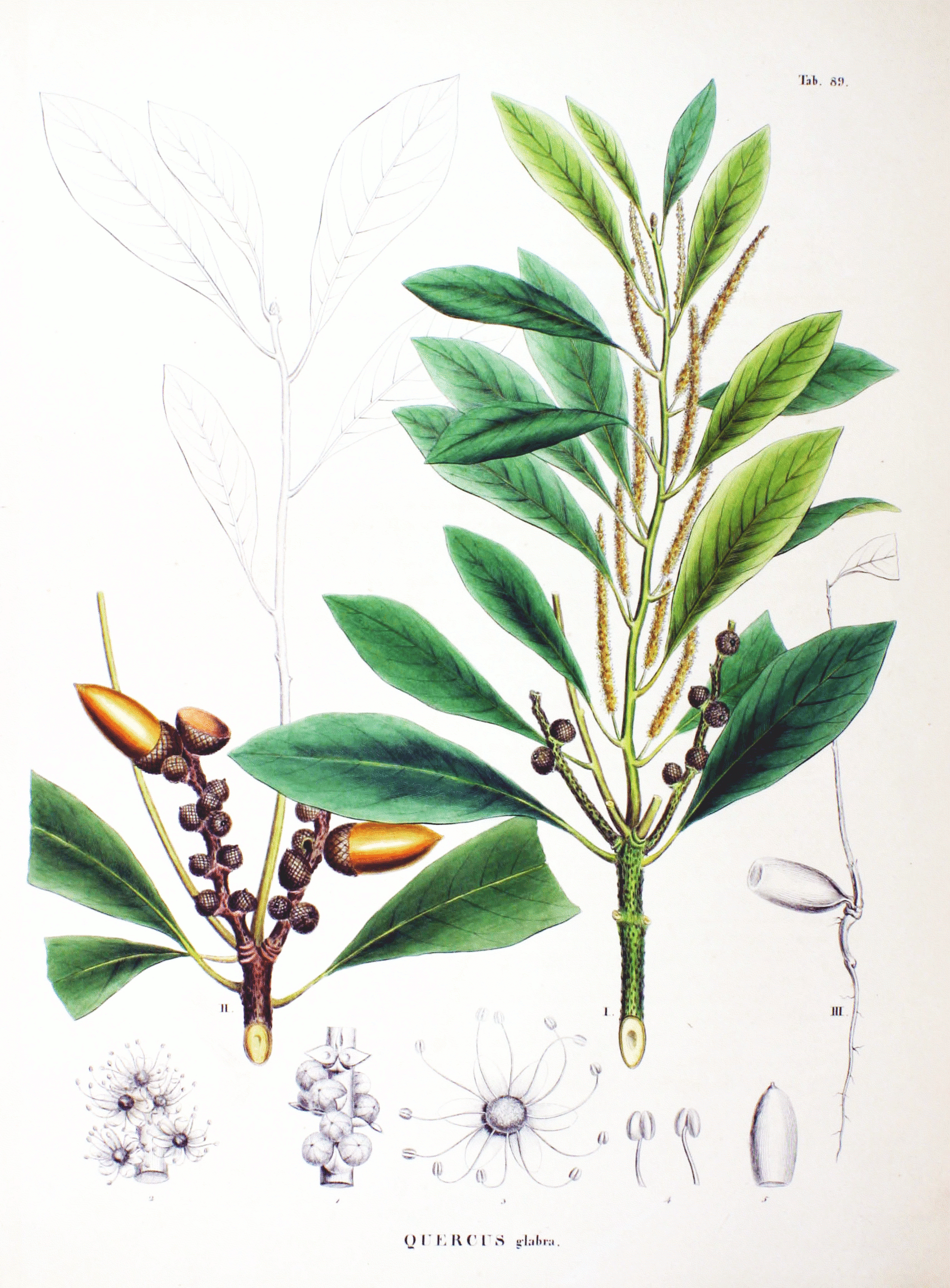
Ilustração de Lithocarpus glaber.
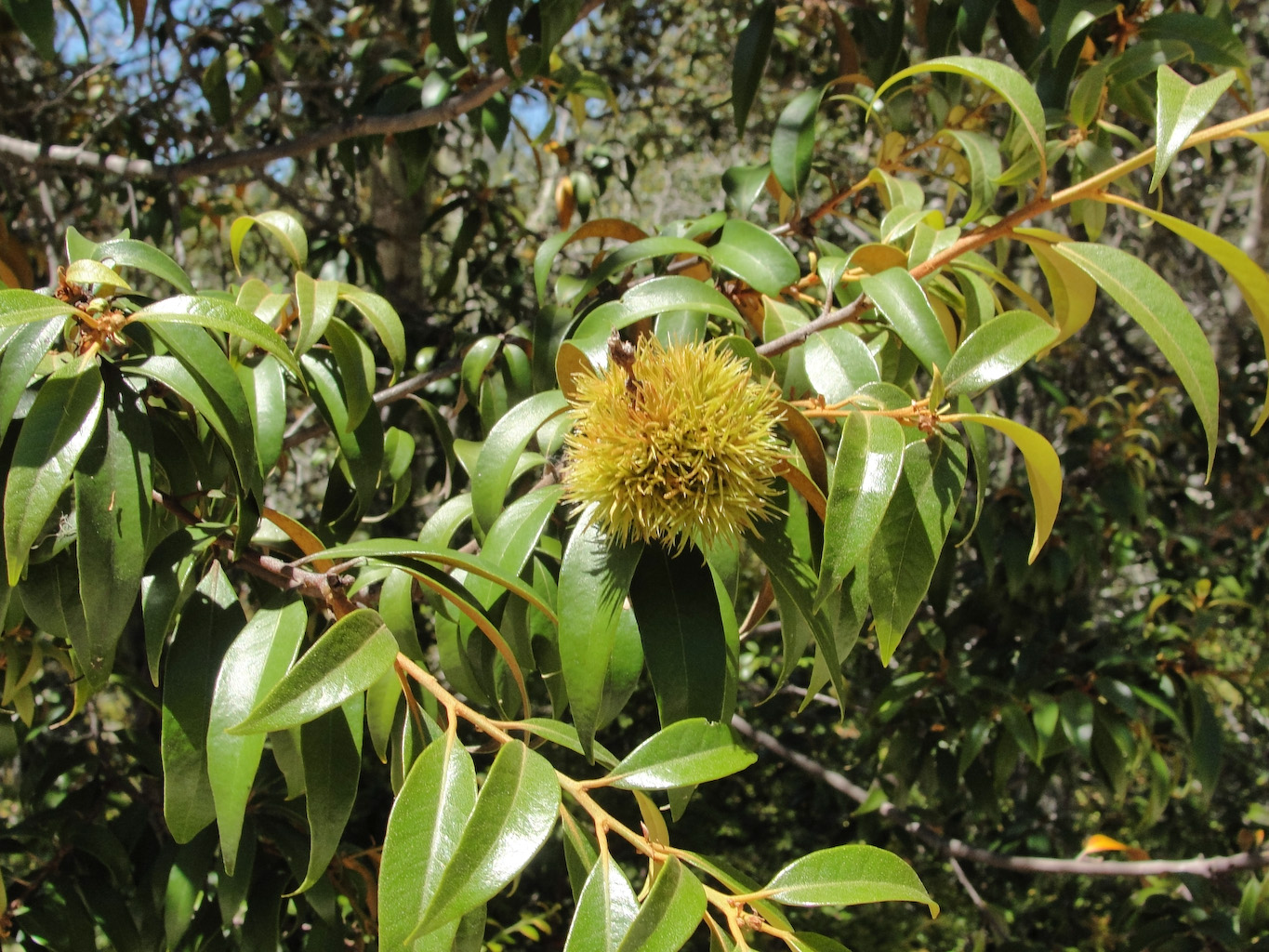
Subfamília Quercoideae: folhagem e frutos de Chrysolepis chrysophylla.
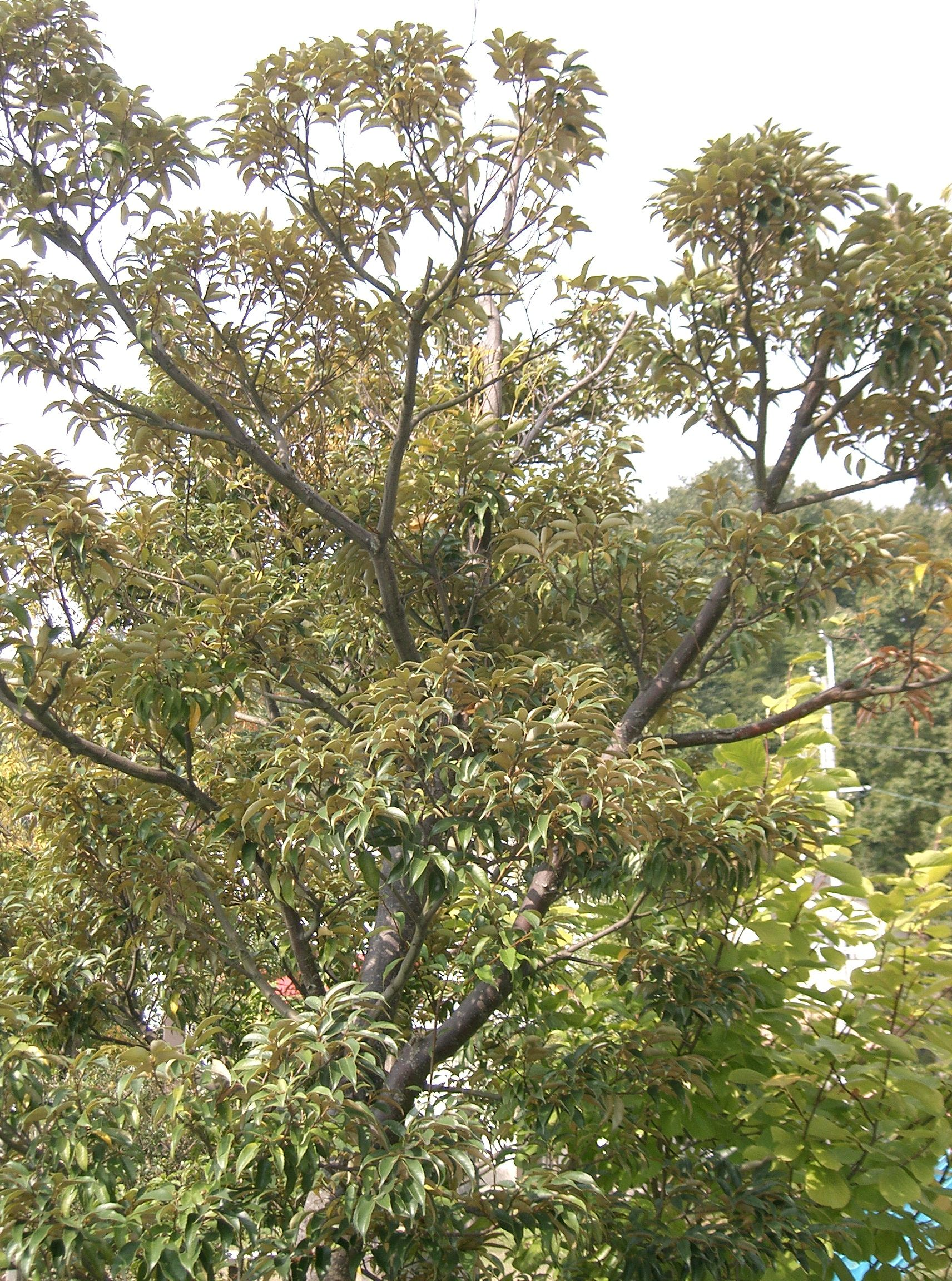
Castanopsis sieboldii.
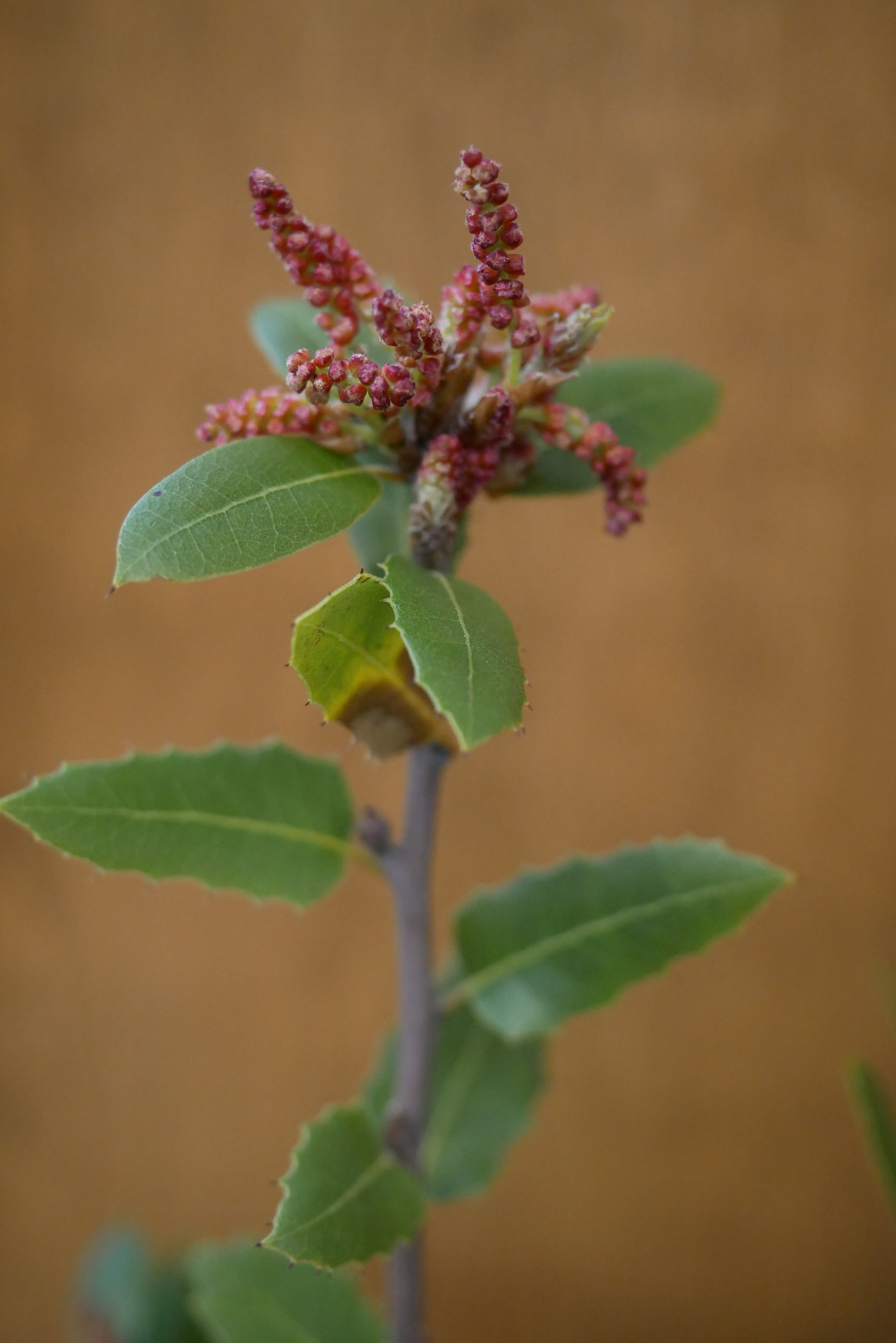
Em floração, 2018
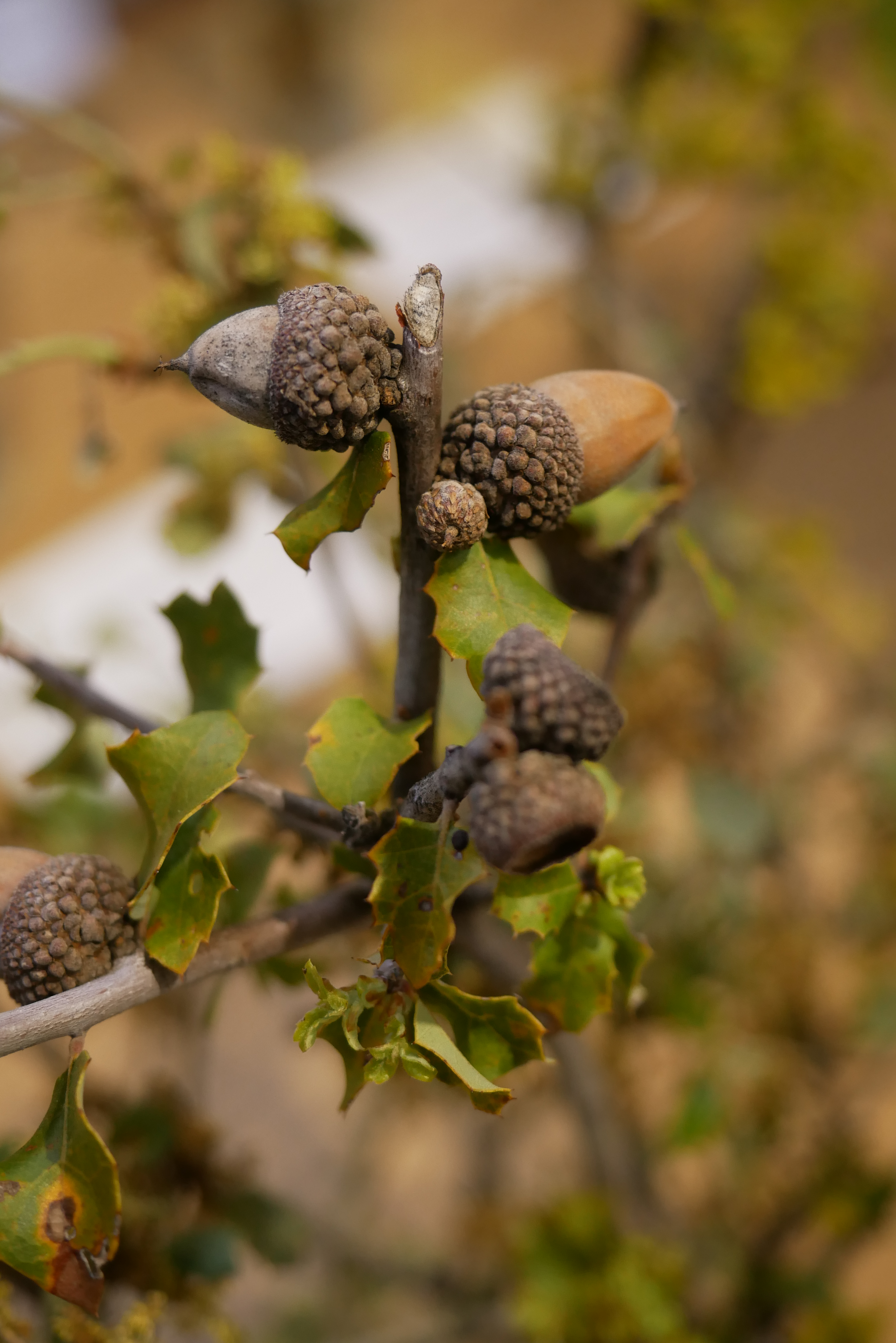
Glandes, 2018
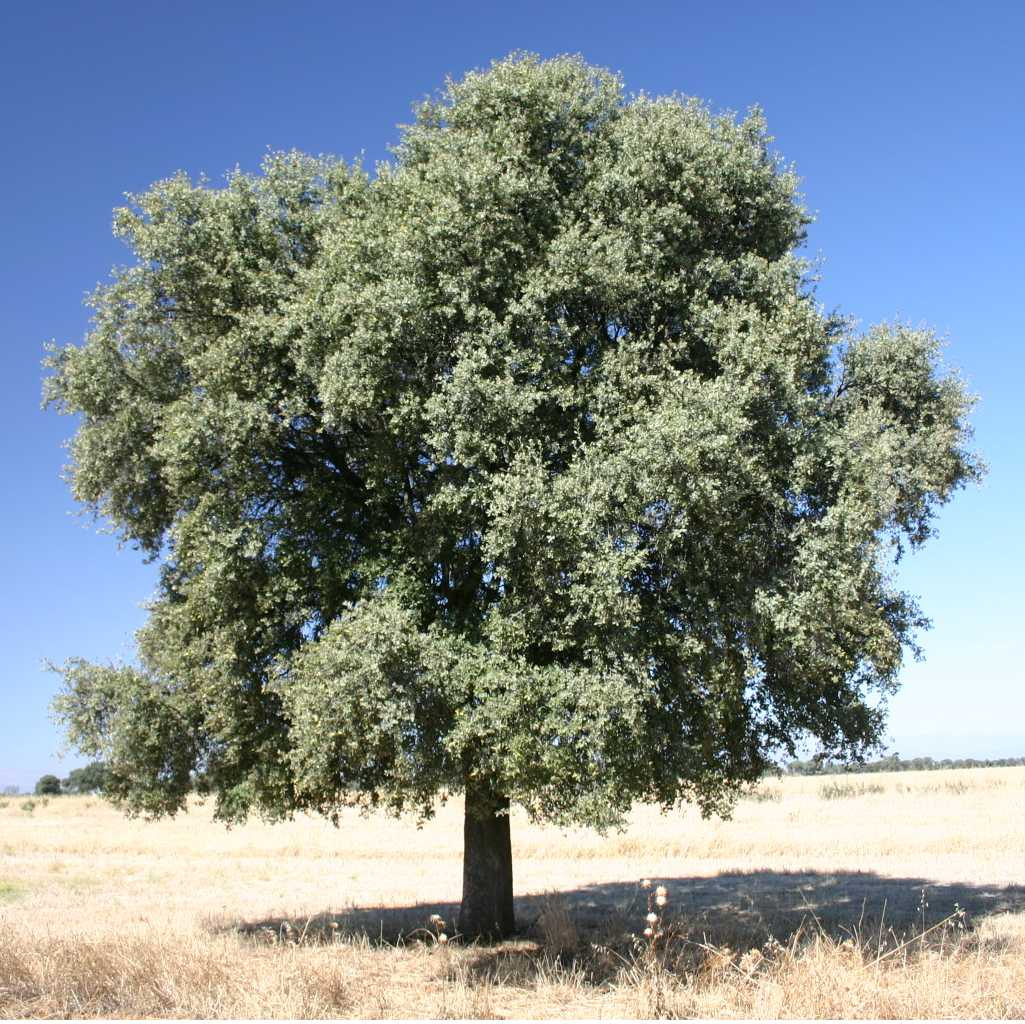
Hábito de Quercus ilex rotundifolia (azinheira).